# St. Marien (Büttel)

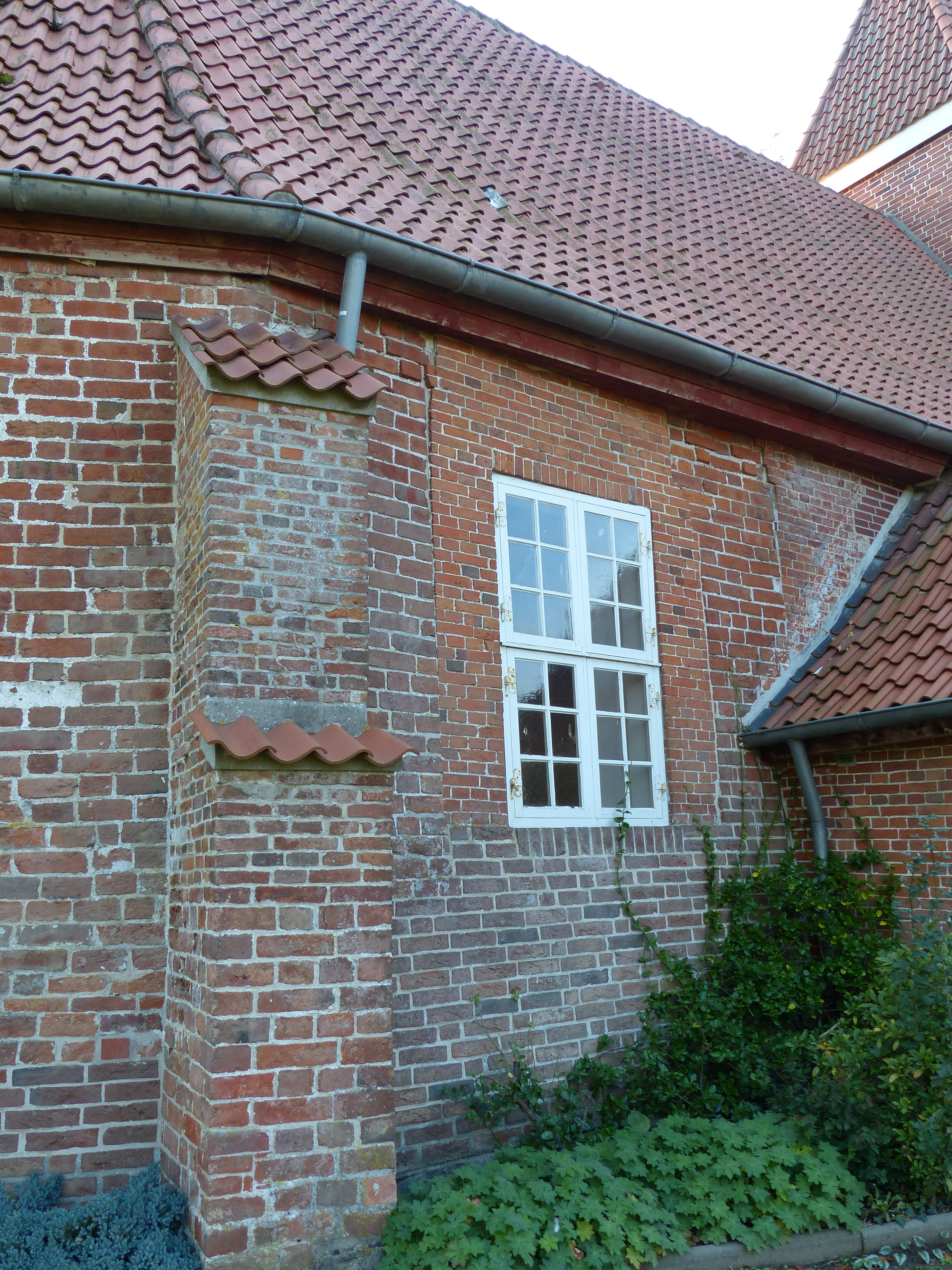
Seitenansicht

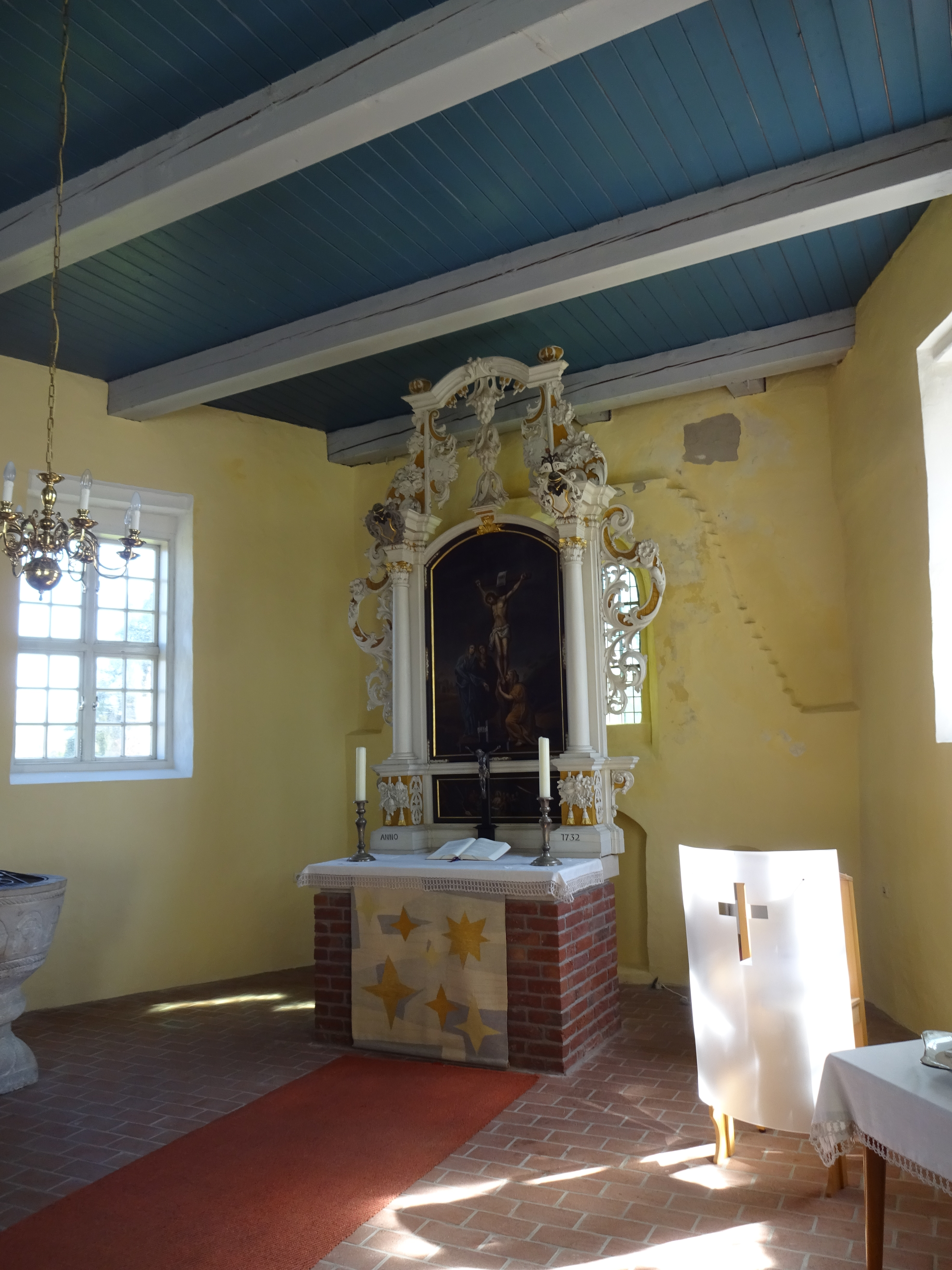
Innenraum

Die ev.-luth. Kirche St. Marien in der niedersächsischen Gemeinde Loxstedt, Ortsteil Büttel, Hake-Betcken-Straße 1C, im Landkreis Cuxhaven, stammt in Teilen von vor dem 16. Jahrhundert, verbunden mit späteren Umbauten und Neubauten (Turm).
Das Gebäude steht unter Denkmalschutz (siehe auch Liste der Baudenkmale in Loxstedt).

## Geschichte
Jahrhundertelang verlief die Gemarkungsgrenze durch Büttel als Kirchdorf in der Osterstader Marsch und im Bistum Bremen.
Die dreiachsige Saalkirche aus Backstein mit einem Satteldach und östlichen Walmabschluss sowie dem 3/6-Chorbschluss wurde um oder vor 1500 gebaut und 1717 nach einer Sturmflut schwer beschädigt. Die vom Konsistorium in Stade angeordnete Aufgabe der Kirche konnte verhindert werden. Mehrere Reparaturen und Ergänzungen im 18. bis 20. Jahrhundert erfolgten. Acht eckige und ein spätgotisches Fenster im Chor sowie die Strebepfeiler gliedern das Gebäude. 1971 musste der quadratische Westturm mit einem schlichten Zeltdach neu errichtet werden.
Die Glocke stammt von 1506, der Taufstein ist mittelalterlich, die Sonnenuhr von 1786. Die Orgel wurde 2023 repariert und umgebaut.
Die Kirche steht auf einer kleinen baumbestandenen Wurt inmitten des Friedhofs mit altem Baumbestand und historischen Grabsteinen des 17.–19. Jh. Hier ist auch die Grabstelle des sagenhaften Hake Betken; seine Geschichte ist in der Sagensammlung Hake Betken siene Duwen zu finden.
Das Landesdenkmalamt befand u. a.: „… Erhaltung des im Kern spätmittelalterlichen Baus besteht wegen der geschichtlichen und städtebaulichen Bedeutung aufgrund des orts-, bau- und kunstgeschichtlichen, orts- und kirchhofbildprägenden Zeugniswerts ein öffentliches Interesse ….“

## Kirchengemeinde
Zur Kirchengemeinde Büttel gehören ca. 270 Gemeindeglieder (2023) in den Orten Büttel, Schwingenburg und Schwegen. Die Kirchengemeinde bildet mit der St. Margarethenkirche in Stotel seit 1930 eine pfarramtliche Gemeinschaft. Quer durch die Ortschaft verläuft die Grenze zwischen der Hannoverschen und der Oldenburgischen Landeskirche. Sie ist heute eingebunden mit den Kirchengemeinden Loxstedt, Bexhövede und Bramel in der Kirchenregion Süd-West des seit 2013 bestehenden Kirchenkreises Wesermünde im Sprengel Stade der Landeskirche Hannover.